# Ares Ribera 2003-2004
L'Ares Ribera 2003-2004 ha preso parte al campionato di Serie A1. Non aveva alcun abbinamento.
La squadra si è classificata al 4º posto nella Poule Salvezza, dopo essersi classificata al 6º posto nel Girone A di Prima fase e al 4° nel Gruppo D di Seconda fase.

## Roster
| Giocatrici |
| ---------- |

| N° | Naz.                                       | Ruolo | Sportivo             | Anno | Alt. |  |  |
| -- | ------------------------------------------ | ----- | -------------------- | ---- | ---- |  |  |
| 5  | Italia (bandiera)                          | GA    | Felicia Pentimone    | 1969 | 184  |  |  |
| 7  | Italia (bandiera)                          | G     | Paola Mauriello      | 1981 | 184  |  |  |
| 8  | Italia (bandiera)                          | G     | Valeria Grignano     | 1985 | 182  |  |  |
| 9  | Lettonia (bandiera)                        | AC    | Diāna Skrastiņa      | 1972 | 187  |  |  |
| 10 | Italia (bandiera)                          | GA    | Valeria Montella     | 1981 | 175  |  |  |
| 11 | Italia (bandiera)                          | G     | Simona Falauto Perez | 1981 | 178  |  |  |
| 13 | Italia (bandiera)                          | C     | Stefania Maimone     | 1979 | 189  |  |  |
|    | Stati Uniti (bandiera)                     | C     | Jennifer Gillom      | 1964 | 191  |  |  |
|    | Stati Uniti (bandiera) · Italia (bandiera) | G     | Danielle Viglione    | 1975 | 178  |  |  |

| Staff tecnico |
| --- |
| Allenatore: Sandro Orlando (Subentrato a stagione in corso.) Francesco Scimeca (Fino a novembre 2003.) Mimmo Ferraro (Solo alcune partite tra l'esonero di Scimeca e l'ingaggio di Orlando.) |

| Giocatrici acquisite a stagione in corso |
| ---------------------------------------- |

| N° | Naz.               | Ruolo | Sportivo          | Anno | Alt. |  |
| -- | ------------------ | ----- | ----------------- | ---- | ---- |  |
|    | Austria (bandiera) | P     | Stella Staudinger | 1972 |      |  |

| Giocatrici cedute a stagione in corso |
| ------------------------------------- |

| N° | Naz.                   | Ruolo | Sportivo        | Anno | Alt. |  |
| -- | ---------------------- | ----- | --------------- | ---- | ---- |  |
| 6  | Stati Uniti (bandiera) | P     | Tamicha Jackson | 1978 | 168  |  |
|    | Italia (bandiera)      | P     | Giusy Augetto   | 1980 | 165  |  |